# Adrolampis maculicrus
Adrolampis maculicrus är en insektsart som beskrevs av Marius Descamps 1983. Adrolampis maculicrus ingår i släktet Adrolampis och familjen Romaleidae. Inga underarter finns listade i Catalogue of Life.